# Diga di Robbiate
La diga di Robbiate (anche chiamata "Diga Nuova" per distinguerla da quella più anziana costruita a Paderno d'Adda) è uno sbarramento artificiale del fiume Adda posto nel comune di Robbiate, circa 700 metri a monte del Ponte San Michele.

## Premessa
Alla fine del XIX secolo la richiesta di energia elettrica stava aumentando notevolmente. Per poter garantire le forniture richieste la società Edison chiese la concessione per lo sfruttamento del Fiume Adda al fine di costruire quella che divenne per un certo periodo di tempo la più potente centrale idroelettrica d'Europa: la centrale idroelettrica Bertini. L'elettrificazione della rete tranviaria di Milano e della ferrovia Milano-Lecco unite alla sempre maggior richiesta di energia elettrica da parte delle attività industriali e della pubblica illuminazione portò la Edison a richiedere nel 1912 una nuova concessione per un ulteriore sfruttamento del fiume Adda. Il progetto prevedeva la costruzione di uno sbarramento a gravità a monte dell'esistente sbarramento Poiree che consentiva la derivazione delle acque del Naviglio di Paderno e del canale di alimentazione della centrale Bertini. Dall'invaso creato si sarebbe derivato il canale d'adduzione del bacino di carico della nuova centrale idroelettrica Esterle. Contestualmente, sulla sponda sinistra era prevista la costruzione di un'ulteriore centrale, intitolata all'Ingegnere Guido Semenza (direttore tecnico della società), che sfruttasse il dislivello di circa 9 m creato tra il pelo dell’acqua a monte e quello a valle della diga.  I lavori relativi alle opere idrauliche si conclusero nel 1914 in concomitanza con l'entrata in servizio della nuova centrale Esterle mentre nel 1917 iniziarono i lavori di costruzione della centrale Semenza che venne inaugurata nel 1920

## Descrizione dell'impianto
Oltre allo sbarramento vero e proprio l'impianto è costituito da due canali i cui incili, privi di una vera e propria opera di presa, sono derivati sulle spalle della diga.
Il canale costruito sulla spalla destra della diga è conosciuto come "Canale Edison". Esso è navigabile per un primo tratto di 319 m dove incontra l'opera di presa e regolazione del sistema di alimentazione del bacino di carico della centrale Esterle. Sulla sua sponda sinistra è ricavato uno sfioratore lungo 108 metri e con quota di sfioro a 192,23 m. All'altezza dell'opera di presa della centrale Esterle in sponda sinistra è ricavata una conca per permettere la continuità della navigazione. A fianco alla conca si trova una scala di risalita per i pesci.
Il canale situato sulla spalla sinistra ha all'imbocco una larghezza di 8,95 m ed è anch'esso a bocca libera come il corrispondente canale in spalla destra. Ha una lunghezza di 100 m ed è dotato, in sponda destra, di uno sfioratore laterale lungo 65 metri. Il canale convoglia l'acqua alla vasca di carico dell'adiacente centrale idroelettrica Semenza.

## Dati tecnici
La diga è del tipo a gravità, con pile e platee in muratura e cinque grandi paratoie mobili metalliche, tipo Stoney, a comando oleodinamico, con luce di 10 m ed altezza di 9,40 m; sulla spalla destra, sono presenti altre due paratoie, aventi luce di 5 metri, il cui scopo è quello di garantire il mantenimento della quota di regolazione che può variare fra 192,41 m e 192,63 m. Le paratoie sono azionabili in telecomando dalla centrale Semenza. Il volume dell'invaso generato dalla diga è pari a 2,5 milioni di m³ d'acqua e sottende un bacino imbrifero di 4.646 km². Per la manutenzione delle paratoie si utilizza una gru a cavalletto con braccio, ricoverata in sponda sinistra, in un apposito locale entro roccia, che scorre sopra un binario sistemato lungo la strada ricavata sul coronamento della diga. Le centrali Guido Semenza ed Esterle, alimentate grazie all'impianto di Robbiate, producono energia elettrica per quasi 203 GWh/anno corrispondenti al fabbisogno energetico di circa 60.000 famiglie.

## Galleria d'immagini

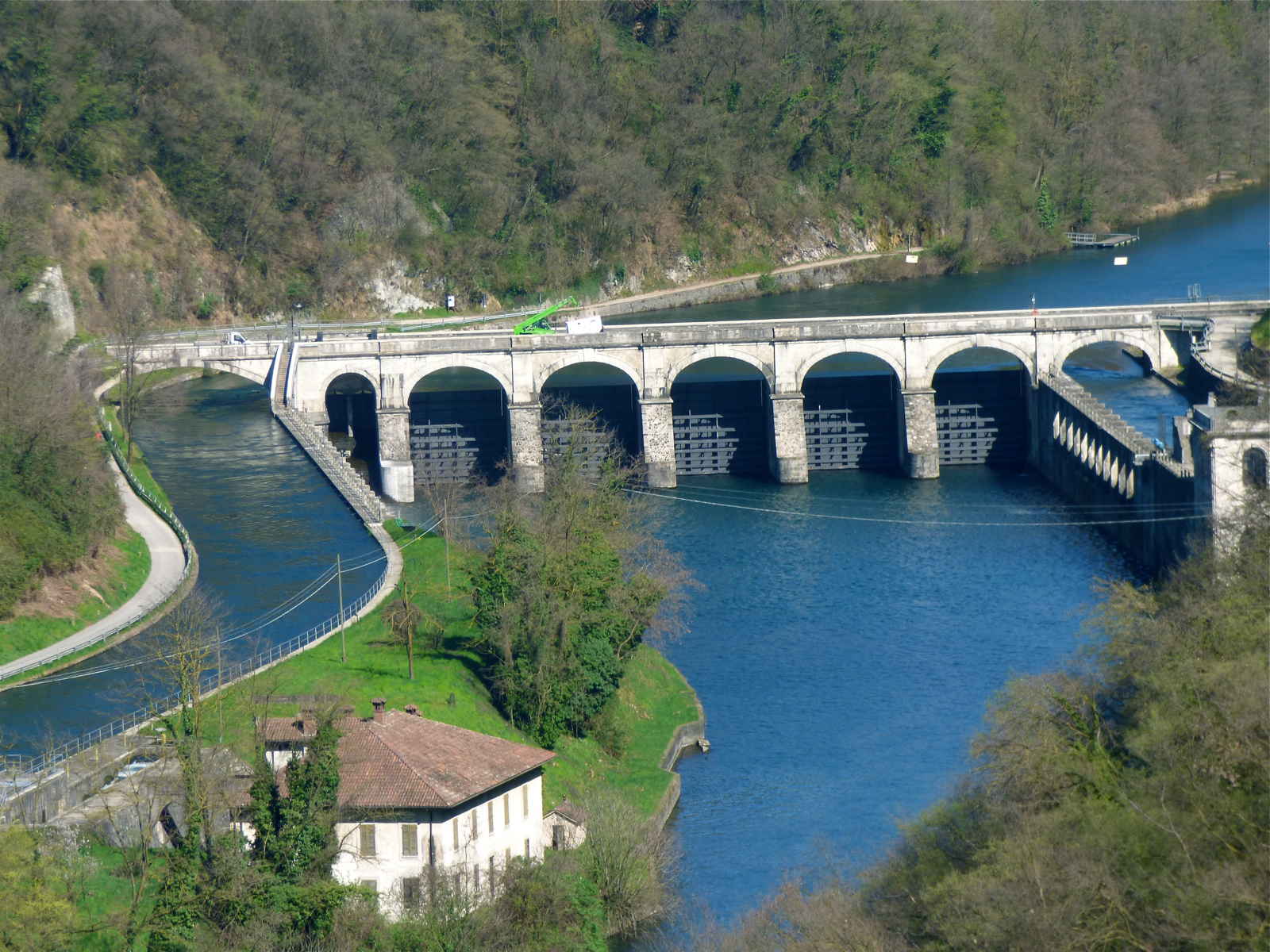
Vista della diga di Robbiate dal Ponte San Michele
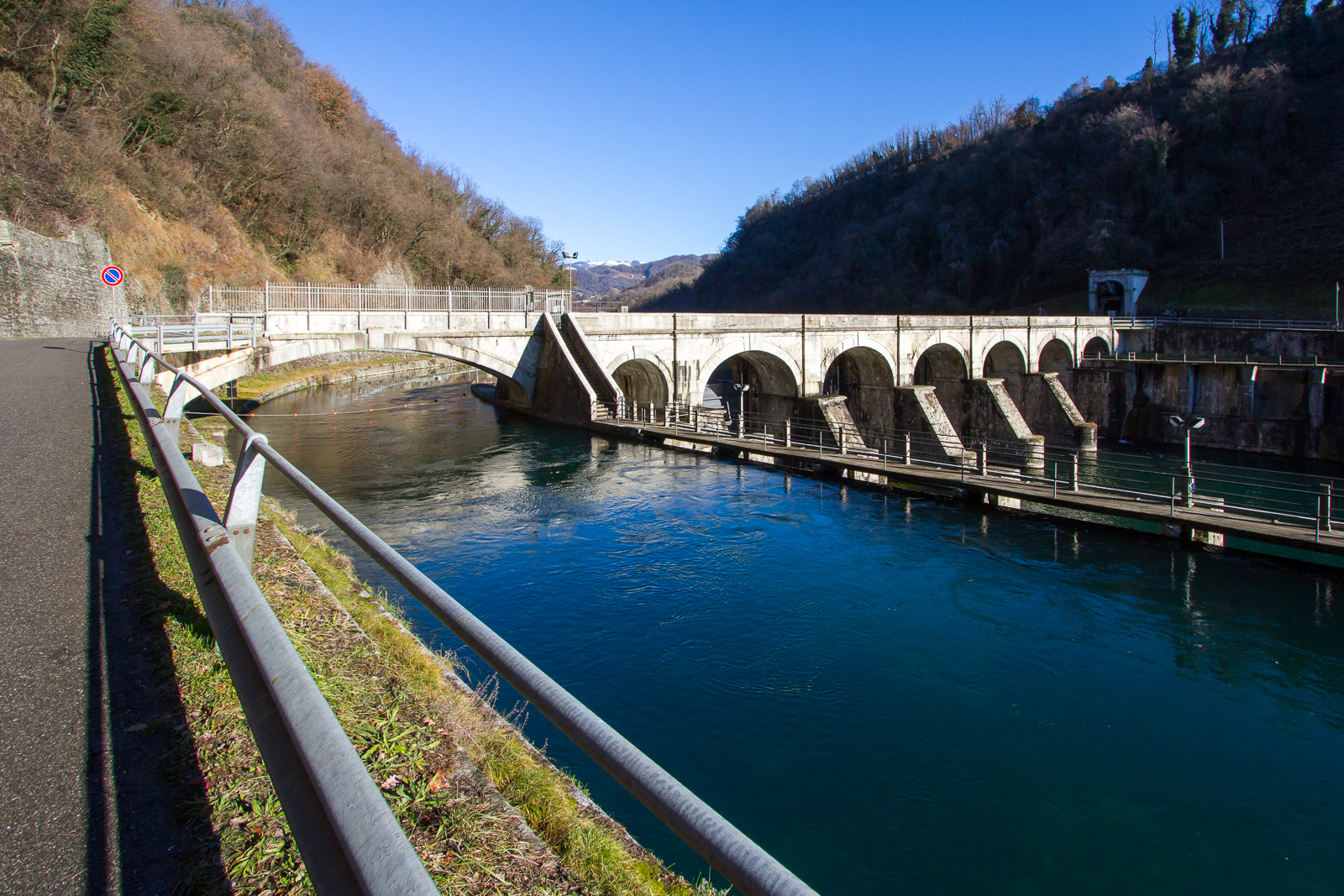
Paramento di valle e "Canale Edison"
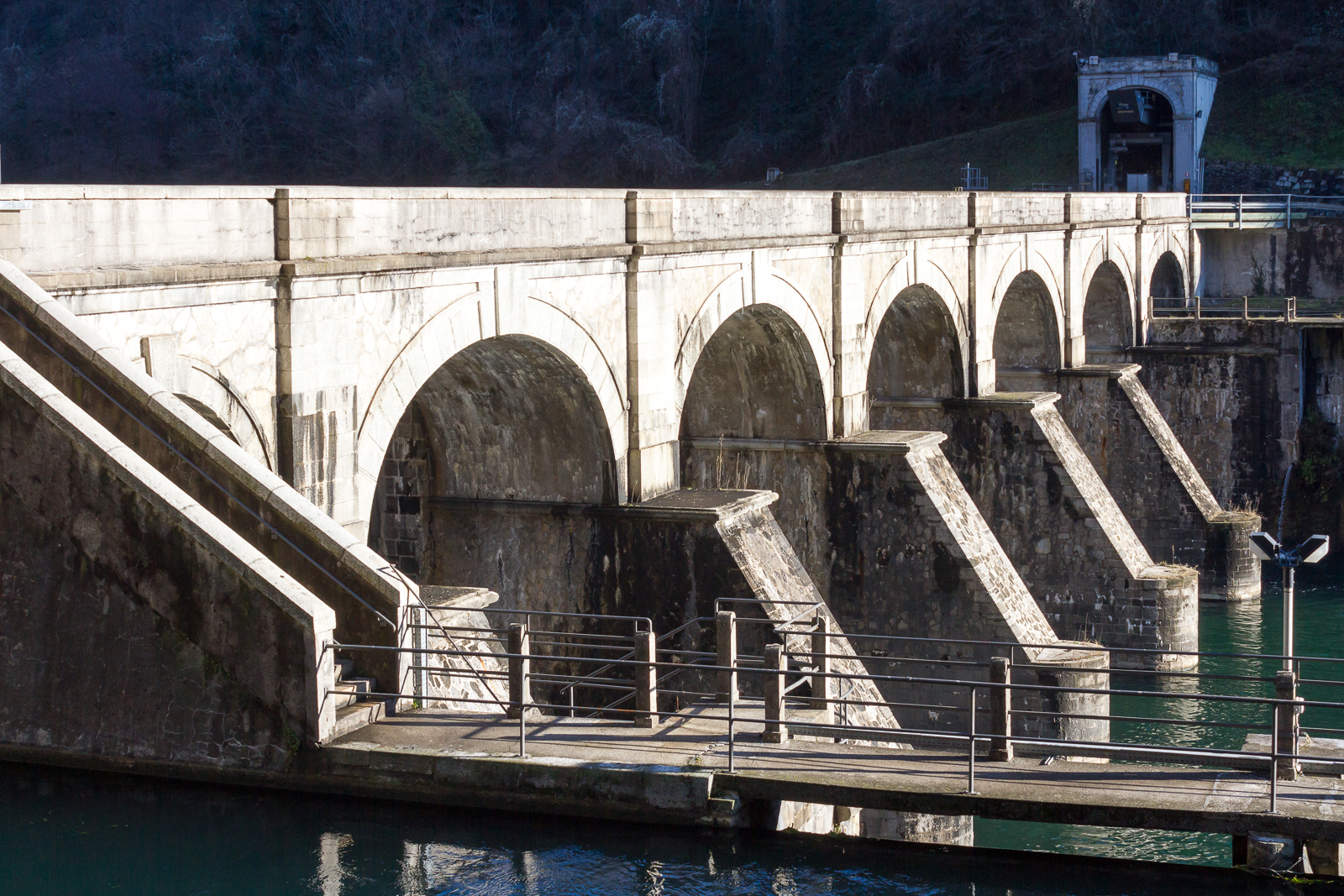
Paramento di valle
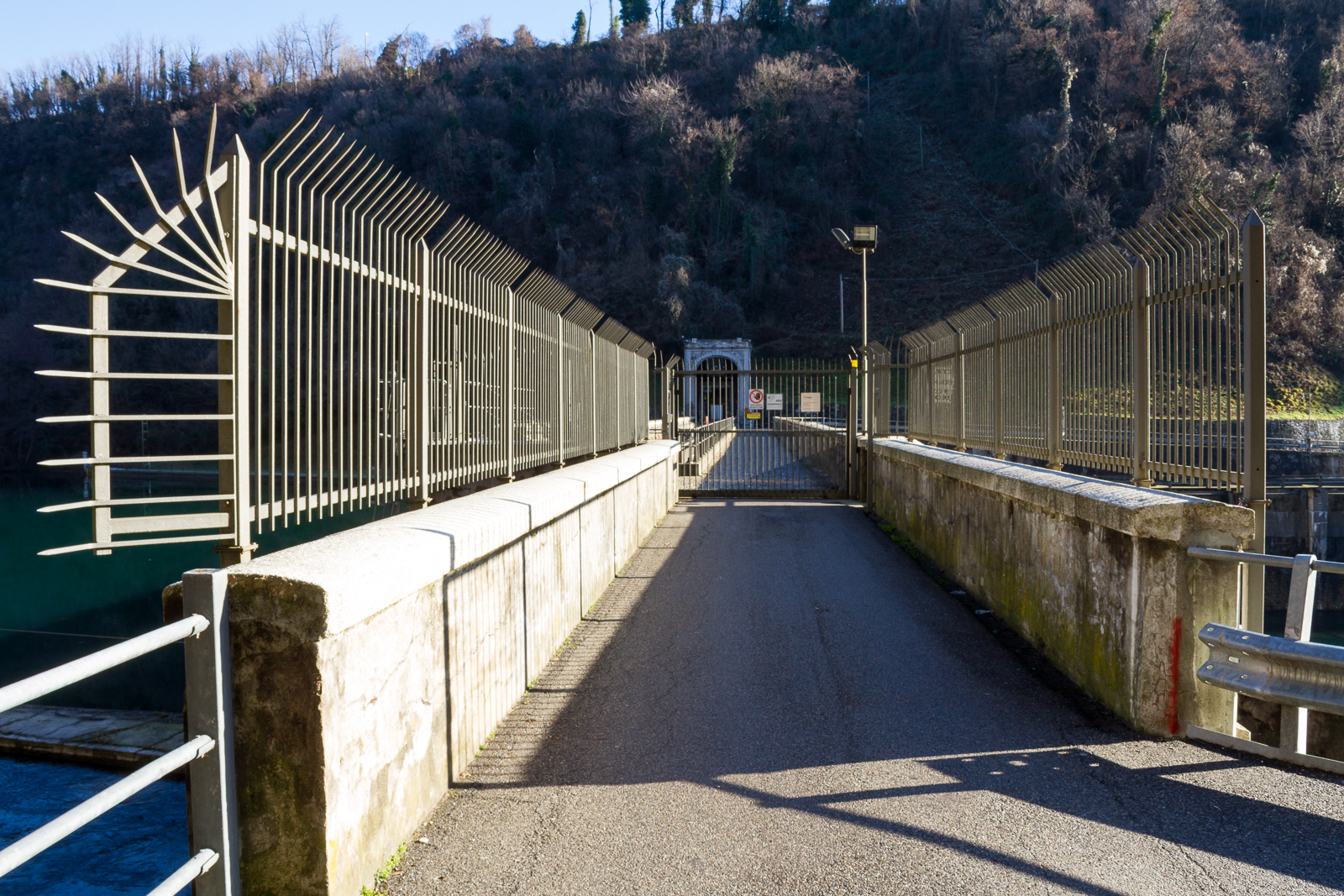
Ingresso dell'impianto, situato sulla spalla destra della diga.
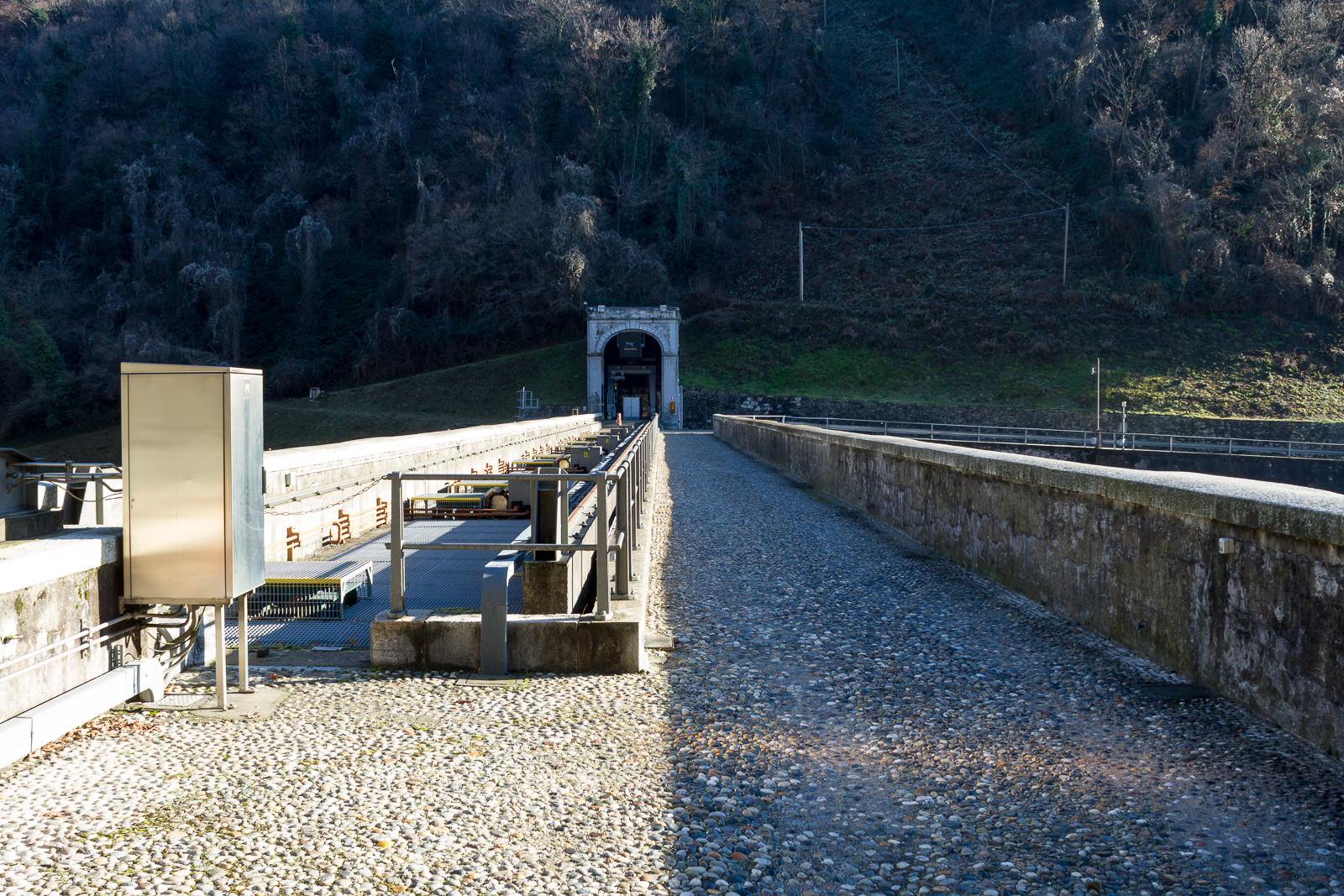
Coronamento e, sullo sfondo, l'edificio di ricovero della gru di manutenzione